# Zjazd chorągwi
Zjazd chorągwi – najwyższa władza chorągwi Związku Harcerstwa Polskiego. Zjazd obraduje jako zjazd zwykły lub zjazd nadzwyczajny.
Zjazd zwykły chorągwi:
- decyduje o najważniejszych sprawach chorągwi,
- przyjmuje program rozwoju chorągwi,
- rozpatruje i zatwierdza sprawozdania władz chorągwi od ostatniego zjazdu zwykłego,
- na wniosek komisji rewizyjnej chorągwi podejmuje uchwałę w sprawie absolutorium dla poszczególnych członków komendy chorągwi za okres pomiędzy zjazdami chorągwi,
- wybiera komendanta chorągwi i, na jego wniosek, określa liczebność i wybiera pozostałych członków komendy chorągwi, w tym co najmniej 1 zastępcę komendanta chorągwi i skarbnika chorągwi,
- określa liczebność i wybiera radę chorągwi, komisję rewizyjną chorągwi i sąd harcerski chorągwi,
- decyduje w innych sprawach zastrzeżonych dla zjazdu chorągwi lub przekazanych przez Zjazd ZHP.

Zjazd zwykły chorągwi jest zwoływany przez komendę chorągwi co cztery lata. 
Zjazd nadzwyczajny chorągwi może zwołać:
- rada chorągwi,
- komenda chorągwi,
- komendant chorągwi,
- komisja rewizyjną chorągwi,
- Główna Kwatera ZHP.

z własnej inicjatywy lub na żądanie 1/3 komend hufców.
Zjazd nadzwyczajny chorągwi obraduje wyłącznie nad sprawami, dla których został zwołany.
W zjeździe chorągwi biorą udział z głosem decydującym delegaci wybrani przez zjazdy hufców, komendanci hufców, członkowie komendy chorągwi. Członkowie pozostałych ustępujących władz chorągwi biorą udział w zjeździe chorągwi z głosem doradczym. Delegaci na zjazd chorągwi, wybrani przez zjazdy hufców, zachowują ważność mandatów do czasu zwołania następnego zjazdu zwykłego, mając prawo udziału z głosem decydującym w zjazdach nadzwyczajnych chorągwi zwoływanych w trakcie kadencji.